# Natillas
La natillas (prononcé en espagnol : [naˈtiʎas]) (au singulier : natilla) sont une crème dessert d'origine espagnole. Plus liquide qu'une crème brûlée, mais plus épaisse que la crème anglaise, elle est à base de lait, d'œuf, de sucre, de vanille et de cannelle.

## Variantes

### Espagne
En Espagne, les natillas sont un plat de crème anglaise généralement composé de lait, de sucre, de vanille, d'œufs et de cannelle. Le plat est préparé en faisant bouillir doucement le lait et en incorporant lentement les œufs (souvent juste les jaunes) et les autres ingrédients pour créer une crème anglaise sucrée. Les différences entre la natillas espagnole, la costarde anglaise ou la crème anglaise française sont vagues, principalement liées à leur épaisseur.
Cette crème anglaise (bien qu'il s'agisse d'une crème mince à verser et non d'une crème gélatineuse) est similaire au flan. Elle est généralement plus riche, fait un usage généreux de l'arôme de cannelle et n'utilise pas de caramel comme dans le flan.

### Colombie
En Colombie, la natilla est le plat de Noël le plus populaire et se mange avec les buñuelos et le manjar blanco. Elle ressemble à un flan ou à un pudding. Parmi les ingrédients, il y a du lait, de la panela (bloc de sucre brun), des bâtons de cannelle et de la farine ou de la fécule de maïs. Parfois, les gens aiment ajouter de la noix de coco râpée ou des raisins secs, ces ingrédients étant facultatifs. Pour la garnir, il convient d'étaler de la cannelle en poudre sur la natilla terminée. La natilla peut être trouvée tout au long de la période de Noël et les magasins vendent généralement de la natilla toute prête. L'une des traditions de Noël les plus connues en Colombie consiste à faire la natilla dans un feu de camp improvisé soit dans les rues soit dans les patios des maisons.

### Costa Rica
Au Costa Rica, le terme est utilisé pour un produit laitier ressemblant à de la crème aigre utilisé comme condiment avec une variété de plats. Le produit est du lait homogénéisé et pasteurisé avec une teneur en graisse plus faible (environ 12 %) que la crème aigre normale, certaines marques ajoutent du sel à la crème,.

### Cuba
La natilla à Cuba est classée comme un dessert à base de crème pâtissière froide. La natilla est faite avec de la fécule de maïs, de la vanille, du sucre, des œufs, du zeste de citron, de la cannelle et du lait évaporé. Elle est généralement servie à Noël dans de petites tasses dans lesquelles est saupoudrée de la cannelle.

### Mexique
Au Mexique, les natillas, ressemblent à une version plus épaisse de la boisson dessert appelée atole.

### Nouveau-Mexique
Les natillas du Nouveau-Mexique sont directement dérivées des recettes de l'Espagne à la suite de la conquête espagnole et des descendants espagnols existants. Ces natillas ont la consistance d'une crème anglaise et peuvent, dans certaines recettes, contenir de la farine en plus des blancs d'œufs. Il ne faut pas les confondre avec les natillas mexicaines.

### Pérou
Ce terme est utilisé au Pérou, en particulier dans la ville de Piura, pour désigner une pâte à tartiner faite de lait et de chancaca bouillie jusqu'à ce qu'elle soit épaisse et que le sucre ait caramélisé pour obtenir une riche couleur brune. La confiserie péruvienne est sans doute plus proche de la natilla espagnole, sauf qu'elle est un peu plus épaisse et ne contient pas d'œuf.

### Porto Rico
Il existe deux versions de ce dessert dans l'île de Porto Rico. La première, servie au petit déjeuner, est cuite sur le feu dans une marmite. Servi froid ou chaud, il contient peu ou pas de sucre car il est souvent servi avec du miel, des fruits et des noix. Une autre version utilisant les mêmes ingrédients, servie à Noël est cuite de la même manière que la crème brûlée. Les deux versions comprennent du lait, de la crème de noix de coco, du sucre, une grande quantité de jaunes d'œufs, de la fécule de maïs, de la cannelle, de la vanille, du zeste et de l'eau de fleur d'oranger.
La natilla portoricaine peut être achetée toute l'année dans les supermarchés et les magasins de proximité sous forme de poudre préemballée qu'il suffit de réchauffer avec du lait.